# 今井良晴
今井 良晴（いまい ながはる、1959年10月16日 - 2013年7月29日）は、日本のリングアナウンサー、プロモーター、株式会社マルプロ代表取締役社長。東京都目黒区出身。

## 経歴
1991年4月21日、全日本女子プロレス後楽園ホール大会の高橋美華・神谷美織組対長谷川咲恵・山元真由美組戦で初コール（デビュー）。全日本女子プロレス後期のメイン・リングアナウンサーとして活躍し、リング外では広報を担当して経営を支えた。クラッシュギャルズ解散後の低迷期、団体対抗戦ブーム、新生全女、全女の解散と1990年代以降の全女を知る人間の一人でもある。会長であった松永高司とは、全女解散後も公私ともどもの付き合いが続いていた。
全女に関わる傍らで、2001年4月に設立した株式会社マルプロの代表取締役社長となり、総合格闘技のプロモーター業も行なうようになる。
2004年にはマルプロジムを設立してジムの運営を始めた。リングアナウンサーとしてもさまざまな団体でリングアナウンサーを行っている。
また『ダウンタウンのガキの使いやあらへんで!!』の企画『山崎 VS モリマン』のリングアナウンサーを6度目の対決から全て担当していた。
2011年、知人でもある大日本プロレス登坂栄児社長の誘いを受け、8月20日後楽園ホール大会にゲスト参加。以降大日本では後楽園ホール・横浜文化体育館を中心に、不定期で地方大会にも帯同し、スタッフとしても活躍するようになる。大日本以外では2012年1月8日ブル中野引退興行、2013年4月29日スターダム両国国技館大会（脇澤美穂 vs 豊田真奈美の特別リングアナ及び愛川ゆず季引退セレモニー）に参加している。
2013年1月、自身のTwitter上で胃がんであることを公表し闘病を続けていたが、同年6月30日の大日本・後楽園ホール大会を最後に入院生活に入り、同年7月29日、18時に死去した。53歳没。同年6月23日に最愛の母を亡くしたばかりだった。

## 追悼興行

### 概要
2013年10月1日に大日本が中心となり、国内女子団体及び複数の女子レスラー協力の下、後楽園で今井リングアナの追悼興行が開催された。

### 実行委員会
- 委員長：ブル中野
- 委員：GAMI（ZABUN代表取締役社長）・笹崎勝己（ZERO1レフェリー）・池須豊（大日本プロレス統括）
- 元全日本女子プロレス関係の参加スタッフ
  - 氏家清春（リングアナウンサー）
  - 村山大値（レフェリー・WRESTLE-1）
  - オッキー沖田（リングアナウンサー・ZERO1渉外課長）
  - 松丸元気（リングアナウンサー・プロレスリング・ノア）
  - Tommy（レフェリー）
  - パンチ田原（リングアナウンサー）
  - 安藤頼孝（リングアナウンサー）
  - 志生野温夫（全日本女子プロレス中継実況アナウンサー）
  - 宮本久夫（デイリースポーツ・全日本女子プロレス中継解説）

### 協力団体及び参戦選手
（太字は元全女所属）
- JWP
  - コマンド・ボリショイ、倉垣翼、春山香代子、勝愛実[6]、ラビット美兎
- LLPW-X
  - 神取忍、井上貴子、遠藤美月
- OZアカデミー
  - 尾崎魔弓、アジャ・コング
- センダイガールズ
  - 十文字姉妹（DASH・チサコ&仙台幸子）
- WAVE
  - GAMI、桜花由美、春日萌花、渋谷シュウ
- アイスリボン
  - 藤本つかさ、志田光
- スターダム
  - 高橋奈苗、夏樹☆たいよう、世IV虎、岩谷麻優、脇澤美穂、紫雷イオ、
- ディアナ
  - 井上京子、ジャガー横田、堀田祐美子、伊藤薫、渡辺智子
- エスオベーション
  - 吉田万里子
- CMLL
  - 下田美馬
- 我闘雲舞
  - さくらえみ
- ユニオン
  - チェリー
- ZABUN
  - 浜田文子
- OSAKA女子
  - 下野佐和子
- 大日本
  - 関本大介、岡林裕二、石川晋也、橋本和樹
- WRESTLE-1
  - 田中稔
- フーテン・プロモーション
  - 池田大輔[7]
- フリー
  - ダンプ松本、豊田真奈美、乱丸、華名、紫雷美央

### ゲスト
- ハヤブサ
- 矢口壹琅
- 中澤矢束
- 立川談之助

### 試合結果
【第一試合】
タッグマッチ
桜花＆×春日(ダイビングギロチンドロップ)○春山＆勝
リングアナ：松丸
【第二試合】
3WAYタッグマッチ
○渋谷＆チェリー(タイムマシンに乗って)華名＆×美央　※もう一組は志田＆藤本
リングアナ：安藤
【第三試合】
大日本プロレス提供試合
○関本＆池田＆稔(ジャーマンスープレックス)×岡林＆石川＆橋本
リングアナ：新土裕二
【第四試合】
追悼バトルロイヤル
○乱丸(横入り十字固め 十文字姉妹を二人同時にフォール)×チサコ＆×幸子
リングアナ：田原
※退場順：神取→貴子→吉田→浜田→遠藤→倉垣→ラビット→さくら→十文字姉妹
【インターミッション】
ハヤブサ、矢口らによる追悼ライブが行われた。
【第五試合】
全日本女子プロレス選抜 vs ジャパン女子プロレス選抜　6人タッグマッチ
（全女選抜）○アジャ＆堀田＆下田 (ダイビングエルボードロップ)尾崎＆×GAMI＆ボリショイ（ジャパン女子選抜）
※全女選抜のセコンドに三田英津子が参加
リングアナ：沖田
【第六試合】
6人タッグマッチ
奈苗＆○脇澤＆夏樹(フィッシャーマンズバスター)イオ＆世IV虎＆×岩谷
リングアナ：氏家
【第七試合】
6人タッグマッチ
ジャガー＆ダンプ＆○京子(パワーボム)豊田＆伊藤＆×渡辺
リングアナ：氏家・今井
※メインイベントは大日本のものの下に敷かれた全日本女子プロレスのキャンバスシートが使用され、豊田組は今井リングアナのリングコール音源でコールされた。

## 人物
- キャロルの大ファンである。
- 全女最後の2年間は一度も給料が出なかったため、早朝に豆腐配達をするなどで生計を維持した。
- 長女の今井愛里はあぃりDXの名前でTikTokerとして現在、高橋奈七永（奈苗）が立ち上げた「SEAdLINNNG」の宣伝部長を務めている[8]。